# Lo Poet de la Vau
Lo Poet Laval (en francès Le Poët-Laval) és un municipi francès situat al departament de la Droma i a la regió d'Alvèrnia-Roine-Alps. L'any 2007 tenia 884 habitants.

## Demografia

### Població
El 2007 la població de fet de Le Poët-Laval era de 884 persones. Hi havia 341 famílies de les quals 91 eren unipersonals (36 homes vivint sols i 55 dones vivint soles), 127 parelles sense fills, 99 parelles amb fills i 24 famílies monoparentals amb fills.
La població ha evolucionat segons el següent gràfic:
Habitants censats

### Habitatges
El 2007 hi havia 522 habitatges, 349 eren l'habitatge principal de la família, 142 eren segones residències i 31 estaven desocupats. 443 eren cases i 69 eren apartaments. Dels 349 habitatges principals, 239 estaven ocupats pels seus propietaris, 90 estaven llogats i ocupats pels llogaters i 20 estaven cedits a títol gratuït; 4 tenien una cambra, 21 en tenien dues, 61 en tenien tres, 103 en tenien quatre i 159 en tenien cinc o més. 268 habitatges disposaven pel capbaix d'una plaça de pàrquing. A 166 habitatges hi havia un automòbil i a 161 n'hi havia dos o més.

### Piràmide de població
La piràmide de població per edats i sexe el 2009 era:
| Homes | Edats   | Dones |
| ----- | ------- | ----- |
| 0     | 95 o +  | 4     |
| 0     | 90 a 94 | 8     |
| 12    | 85 a 89 | 4     |
| 4     | 80 a 84 | 12    |
| 20    | 75 a 79 | 36    |
| 16    | 70 a 74 | 16    |
| 8     | 65 a 69 | 32    |
| 24    | 60 a 64 | 20    |
| 8     | 55 a 59 | 20    |
| 32    | 50 a 54 | 16    |
| 44    | 45 a 49 | 32    |
| 28    | 40 a 44 | 48    |
| 24    | 35 a 39 | 36    |
| 40    | 30 a 34 | 20    |
| 8     | 25 a 29 | 12    |
| 8     | 20 a 24 | 0     |
| 20    | 15 a 19 | 44    |
| 32    | 10 a 14 | 48    |
| 24    | 5 a 9   | 36    |
| 16    | 0 a 4   | 12    |

## Economia
El 2007 la població en edat de treballar era de 529 persones, 352 eren actives i 177 eren inactives. De les 352 persones actives 317 estaven ocupades (166 homes i 151 dones) i 36 estaven aturades (17 homes i 19 dones). De les 177 persones inactives 61 estaven jubilades, 35 estaven estudiant i 81 estaven classificades com a «altres inactius».

### Ingressos
El 2009 a Le Poët-Laval hi havia 347 unitats fiscals que integraven 831 persones, la mediana anual d'ingressos fiscals per persona era de 17.317 €.

### Activitats econòmiques
Dels 44 establiments que hi havia el 2007, 1 era d'una empresa alimentària, 6 d'empreses de fabricació d'altres productes industrials, 10 d'empreses de construcció, 4 d'empreses de comerç i reparació d'automòbils, 6 d'empreses d'hostatgeria i restauració, 2 d'empreses d'informació i comunicació, 2 d'empreses financeres, 1 d'una empresa immobiliària, 7 d'empreses de serveis, 2 d'entitats de l'administració pública i 3 d'empreses classificades com a «altres activitats de serveis».
Dels 11 establiments de servei als particulars que hi havia el 2009, 1 era un paleta, 2 fusteries, 1 lampisteria, 2 electricistes, 1 empresa de construcció, 1 perruqueria i 3 restaurants.
Dels 4 establiments comercials que hi havia el 2009, 1 era una botiga de menys de 120 m², 1 una fleca i 2 botigues de roba.
L'any 2000 a Le Poët-Laval hi havia 13 explotacions agrícoles que ocupaven un total de 105 hectàrees.

## Equipaments sanitaris i escolars
El 2009 hi havia una escola elemental.

## Poblacions més properes
El següent diagrama mostra les poblacions més properes.